# Košarka na Poletnih olimpijskih igrah 2008
Košarka na Poletnih olimpijskih igrah 2008. Tekmovanje je potekalo za moške in ženske reprezentance.

## Dobitniki medalj
| Kategorija | Zlato | Srebro | Bron |
| Moški      | ZDACarlos Boozer Chris Bosh Kobe Bryant Dwight Howard LeBron James Jason Kidd Deron Williams Tayshaun Prince Michael Redd Dwyane Wade Chris Paul Carmelo Anthony                                       | ŠpanijaJosé Calderón Rudy Fernández Jorge Garbajosa Marc Gasol Pau Gasol Carlos Jiménez Raúl López Álex Mumbrú Juan Carlos Navarro Felipe Reyes Berni Rodríguez Ricky Rubio                              | ArgentinaCarlos Delfino Manu Ginóbili Román González Juan Pedro Gutiérrez Leonardo Gutiérrez Federico Kammerichs Andrés Nocioni Fabricio Oberto Pablo Prigioni Antonio Porta Paolo Quinteros Luis Scola                               |
| Ženske     | ZDASeimone Augustus · Sue Bird · Tamika Catchings · Sylvia Fowles · Kara Lawson · Lisa Leslie · DeLisha Milton-Jones · Candace Parker · Cappie Pondexter · Katie Smith · Diana Taurasi · Tina Thompson | AvstralijaSuzy Batkovic · Tully Bevilaqua · Rohanee Cox · Hollie Grima · Kristi Harrower · Lauren Jackson · Erin Phillips · Emma Randall · Jenni Screen · Belinda Snell · Laura Summerton · Penny Taylor | RusijaSvetlana Abrosimova · Becky Hammon · Marina Karpunina · Ilona Korstin · Marina Kuzina · Jekaterina Lisina · Irina Osipova · Oksana Rahmatulina · Tatjana Ščegoleva · Irina Sokolovska · Marija Stepanova · Natalija Vodopjanova |

## Medalje po državah
| Poz | Država     | Zlato | Srebro | Bron | Skupaj |
| 1   | ZDA        | 2     | 0      | 0    | 2      |
| 2   | Španija    | 0     | 1      | 0    | 1      |
| 2   | Avstralija | 0     | 1      | 0    | 1      |
| 3   | Rusija     | 0     | 0      | 1    | 1      |
| 3   | Argentina  | 0     | 0      | 1    | 1      |